# 小内迈迪
小内迈迪，是匈牙利佩斯州所辖的一个村。总面积13.83平方公里，总人口716，人口密度51.8人/平方公里（2011年1月1日）。